# Eulophias
Eulophias és un gènere de peixos de la família dels estiquèids i de l'ordre dels perciformes.

## Descripció
- Cos molt allargat.
- Nombrosos radis espinosos i alguns radis tous a l'aleta dorsal.
- Aleta anal amb nombrosos radis.
- Absència d'aletes pèlviques.
- Aleta caudal fusionada amb les aletes dorsal i anal.[2]

## Distribució geogràfica
Es troba al Pacífic nord-occidental: la península de Corea, el Japó (com ara, la badia de Suruga) i la badia de Pere el Gran.

## Taxonomia
- Eulophias koreanus (Kwun & Kim, 2012)[3]
- Eulophias owashii (Okada & Suzuki, 1954)[6]
- Eulophias tanneri (Smith, 1902)[7][8]